# Coll de Pandis
Coll de Pandis är ett bergspass i Spanien.   Det ligger i provinsen Província de Lleida och regionen Katalonien, i den nordöstra delen av landet, 500 km öster om huvudstaden Madrid. Coll de Pandis ligger 1 791 meter över havet.
Terrängen runt Coll de Pandis är varierad. Runt Coll de Pandis är det ganska glesbefolkat, med 27 invånare per kvadratkilometer. Närmaste större samhälle är Puigcerdà, 18,4 km nordost om Coll de Pandis. I omgivningarna runt Coll de Pandis växer i huvudsak blandskog.